# Kyle MacLachlan
Kyle Merritt MacLachlan (født 22. februar 1959 i Yakima, Washington, USA) er en amerikansk skuespiller, der blandt andet spiller Orson Hodge i tv-serien Desperate Housewives. Han har desuden været med i blandt andet Blue Velvet, The Good Wife, How I Met Your Mother, Twin Peaks, Sex and the City og den norske serie Atlantic Crossing.

## Filmografi
- Maos sidste danser (2009)
- The Librarian: Quest for the Spear (2004)
- XChange (2001)
- The Trigger Effect (1996)
- Showgirls (1995)
- The Flintstones (1994)
- Laura Palmers Sidste Dage (1992)
- The Doors (1991)
- Don't Tell Her It's Me (1990) - Trout
- Dream Breakers (1989) - Bobby O'Connor
- The Hidden (1987) - Lloyd Gallagher
- Blue Velvet (1986) - Jeffrey Beaumont
- Dune - ørkenplaneten (1984) - Paul Atreides